# Salami
Pour les articles homonymes, voir Salami (homonymie).
Cet article possède un paronyme, voir Salamix.

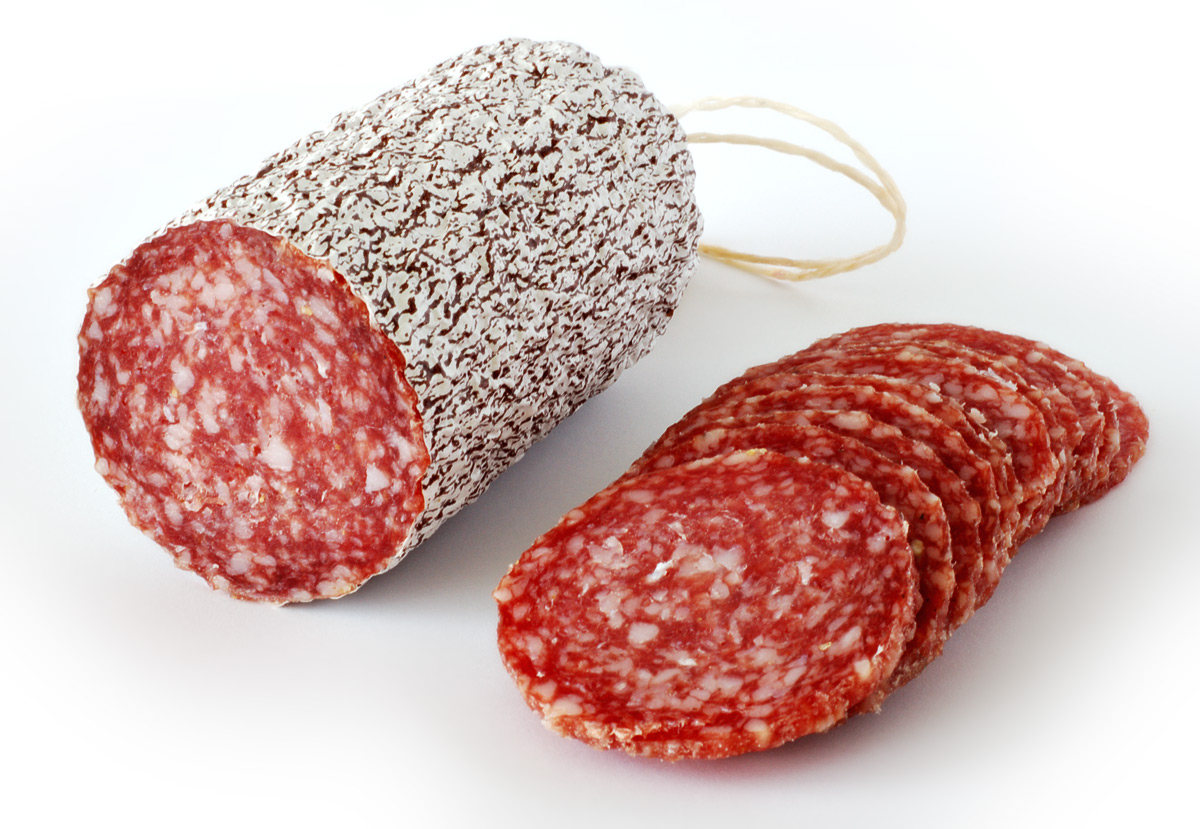
Salami

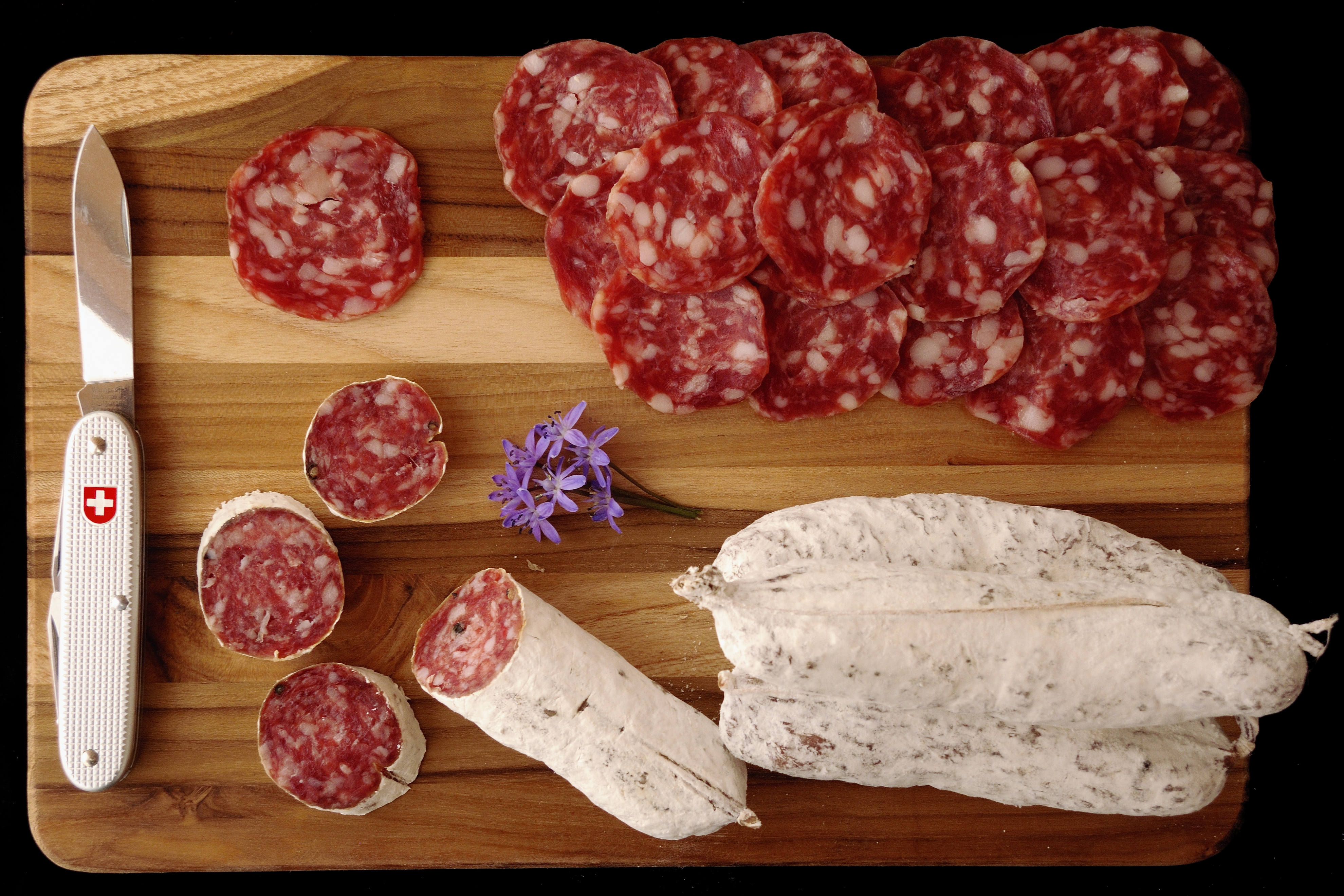
Salame nostrano et salamettis du Tessin

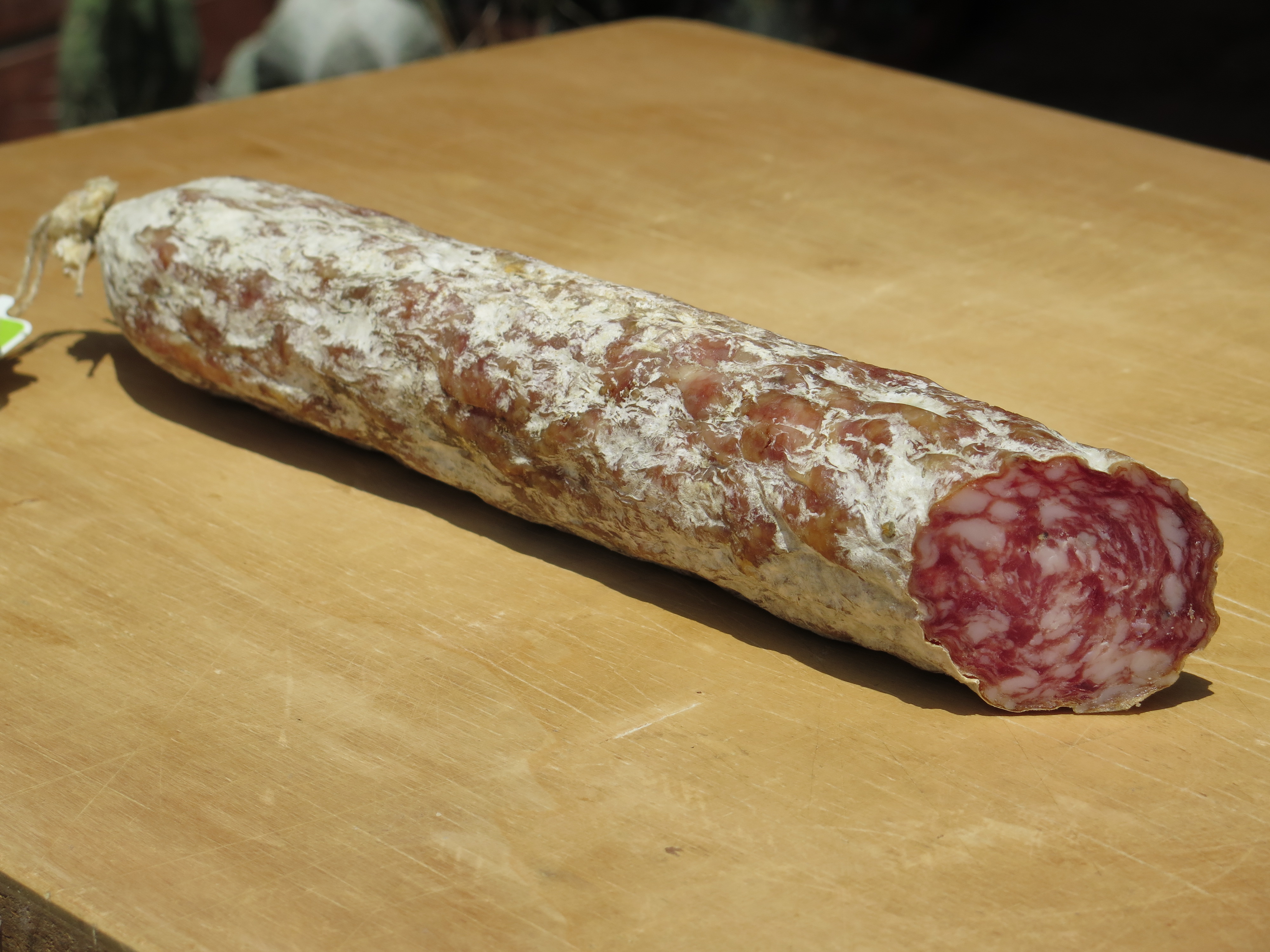
Salami italien (Frioul)

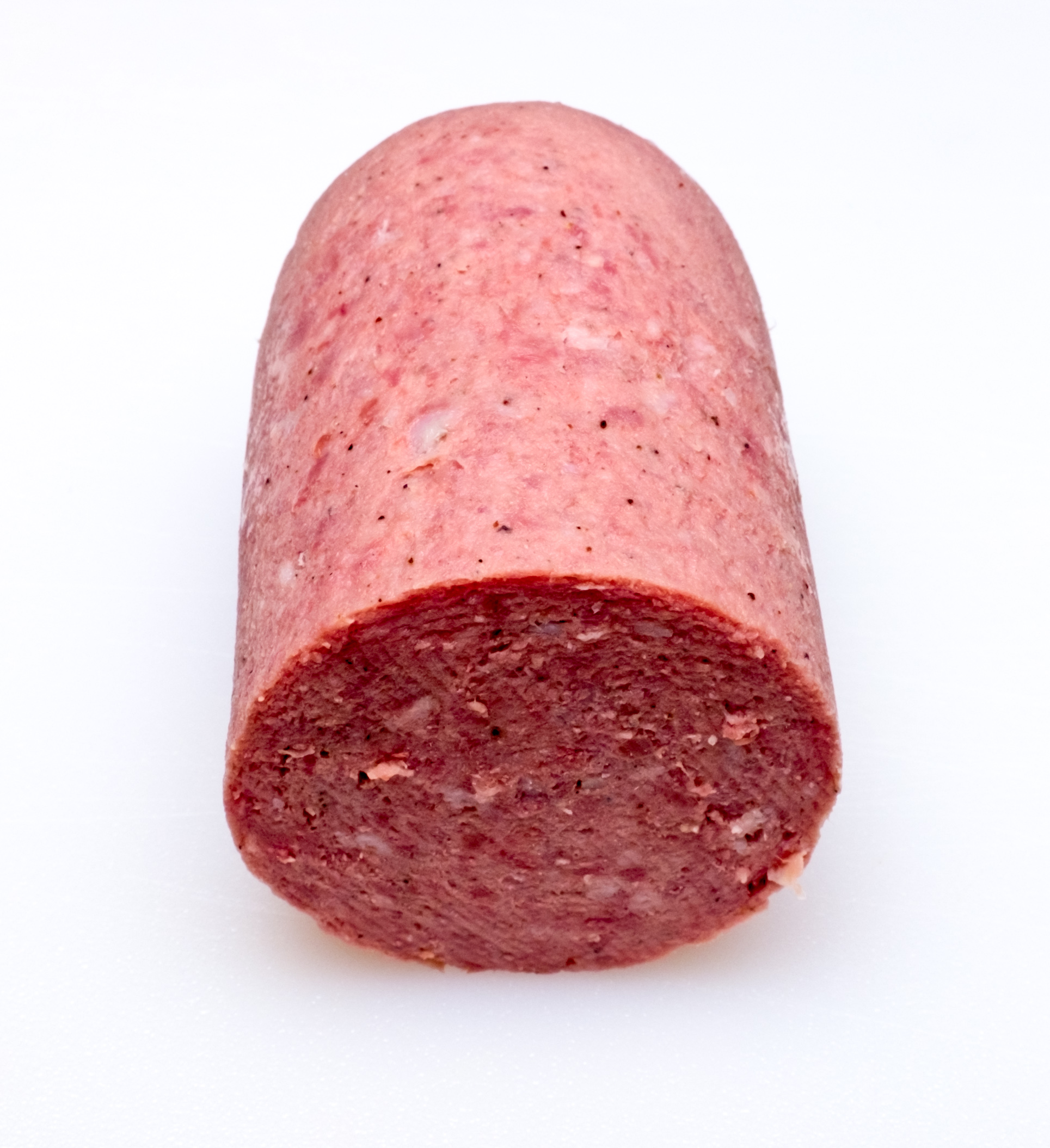
Salami dominicain

Le salami est un type de saucisson originaire d'Italie. Son nom est le pluriel de salame, mot italien issu du verbe salare qui signifie « saler ».
Il a tout d'abord été fabriqué à partir de morceaux de porc et de sel, séchés à l'air, dans un boyau. Il est de nos jours présenté de multiples façons et fabriqué dans plusieurs pays. Presque tous les types de salamis sont assaisonnés d'un mélange d'épices et de fines herbes, en plus du sel.
Il est parfois également fumé ou cuit avant d'être séché. Certaines variétés sont faites avec du bœuf, alors que d'autres utilisent un mélange de bœuf et de porc. Le salami italien se présente en larges tranches ; il est préparé avec des morceaux de lard et de la viande de porc hachée finement.
Beaucoup de ces préparations prennent le nom de leur région d'origine.

## Variétés de salamis hors d'Italie
- Le salami produit au Tessin (Suisse) est très proche de ceux produits en Italie du nord. Parmi les variations les plus courantes se trouvent le salame nostrano à texture plus grossière et les salametti, petits salamis[1];
- Certaines variantes espagnoles intègrent du piment ou du poivron ;
- en Europe centrale (Allemagne, Autriche, République tchèque, Slovaquie, Slovénie, Croatie, Hongrie, Roumanie), de nombreuses variétés de salamis à base de porc (dites « d'hiver », « d'été », « gras », « maigre », « fumé », « de Szeged », « de Sibiu[2] »…) se sont également développées ;
- presque tous les salamis suédois contiennent de l'ail ;
- au XIXe siècle, l'importante immigration italienne en Argentine, pays d'élevage, s'est également traduite par l'apparition de variétés locales de salamis comme le tipo Milán, très répandu ;
- la République dominicaine est un pays des Caraïbes : ses salamis ont différents arômes, saveurs, textures et couleurs tels que : Special Super Salami, Genoa Salami, Salami Rivera, Salami Alece, Salami Almirante.